# ماكوتو كونو
ماكوتو كونو (باليابانية: 河野 誠) (مواليد 9 يوليو 1978)، هو لاعب كرة قدم سابق كان يلعب كمدافع.